# Макаревич, Олег Борисович
Оле́г Бори́сович Макаре́вич — советский и российский учёный в области разработки многопроцессорных вычислительных систем и средств защиты информации, доктор технических наук (1983), профессор (1986), заслуженный изобретатель РСФСР (1987), заслуженный деятель науки Российской Федерации (2001)

## Биография
Родился 13 сентября 1934 г., станция Оловянная Читинской области. С 1953 по 1955 г. служил в Советской Армии.
В 1961 году окончил Таганрогский государственный радиотехнический институт, инженер-электрик.
С 1962 года работал там же, в ТРТИ/ТРТУ/ЮФУ: ассистент, старший инженер, заведующий проблемной лабораторией цифровых интегрирующих машин, заведующий отделом многопроцессорных систем НИИ МВС (1973—1996), заведующий (1997—2013) и профессор кафедры безопасности информационных технологий.
В 1997 году по его инициативе создана кафедра безопасности информационных технологий, а затем факультет информационной безопасности.
Основатель научной школы «Интеллектуальные системы защиты информации на базе нейросетевых технологий».
Доктор технических наук (1983), профессор (1986), заслуженный изобретатель РСФСР (1987), заслуженный деятель науки Российской Федерации (2001). Почётный работник высшего профессионального образования РФ (2006).
Умер 3 ноября 2022 года после продолжительной болезни. Похоронен на Аллее Славы Мариупольского кладбища.

## Сочинения
- Проектирование микропроцессорных устройств : (Учеб. пособие) / О. Б. Макаревич, Б. Г. Спиридонов. — Таганрог : ТРТИ, 1985. — 52 с. : ил.; 20 см.
- Микропроцессоры и мини-ЭВМ в робототехнических системах / О. Б. Макаревич, Б. Г. Спиридонов ; Центр. правл. НТО приборостроит. пром-сти им. С. И. Вавилова, Заоч. ин-т, Курсы повышения квалификации ИТР «Пром. робототехника». — Москва : Заоч. ИПК ИТР ЦП НТО Приборпром, 1987. — 74, [2] с. : ил.; 22 см.
- Программируемые коммутационные структуры / Витиска Н. И., Макаревич О. Б.; Научно-технический центр по высокопроизводительным вычислительным системам «Интеграл». — Львов : [б. и.], 1992. — 223, [2] с. : ил.; 30 см.
- Принципы организации вычислений в многопроцессорных вычислительных системах для приложений реального времени / Л. К. Бабенко, О. Б. Макаревич, Л. Н. Матвеева. — Львов : ИППММ, 1988. — 63 с. : схем.; 20 см.
- Защита информации с использованием смарт-карт и электронных брелоков / Л. К. Бабенко, С. С. Ищуков, О. Б. Макаревич. — Москва : Гелиос АРВ, 2003 (ОАО Чебоксар. тип. № 1). — 351, [1] с. : ил., табл.; 24 см; ISBN 5-85438-093-5